# Protapanteles gratiosus
Protapanteles gratiosus är en stekelart som först beskrevs av Wilkinson 1930.  Protapanteles gratiosus ingår i släktet Protapanteles och familjen bracksteklar. Inga underarter finns listade i Catalogue of Life.